# Lompe

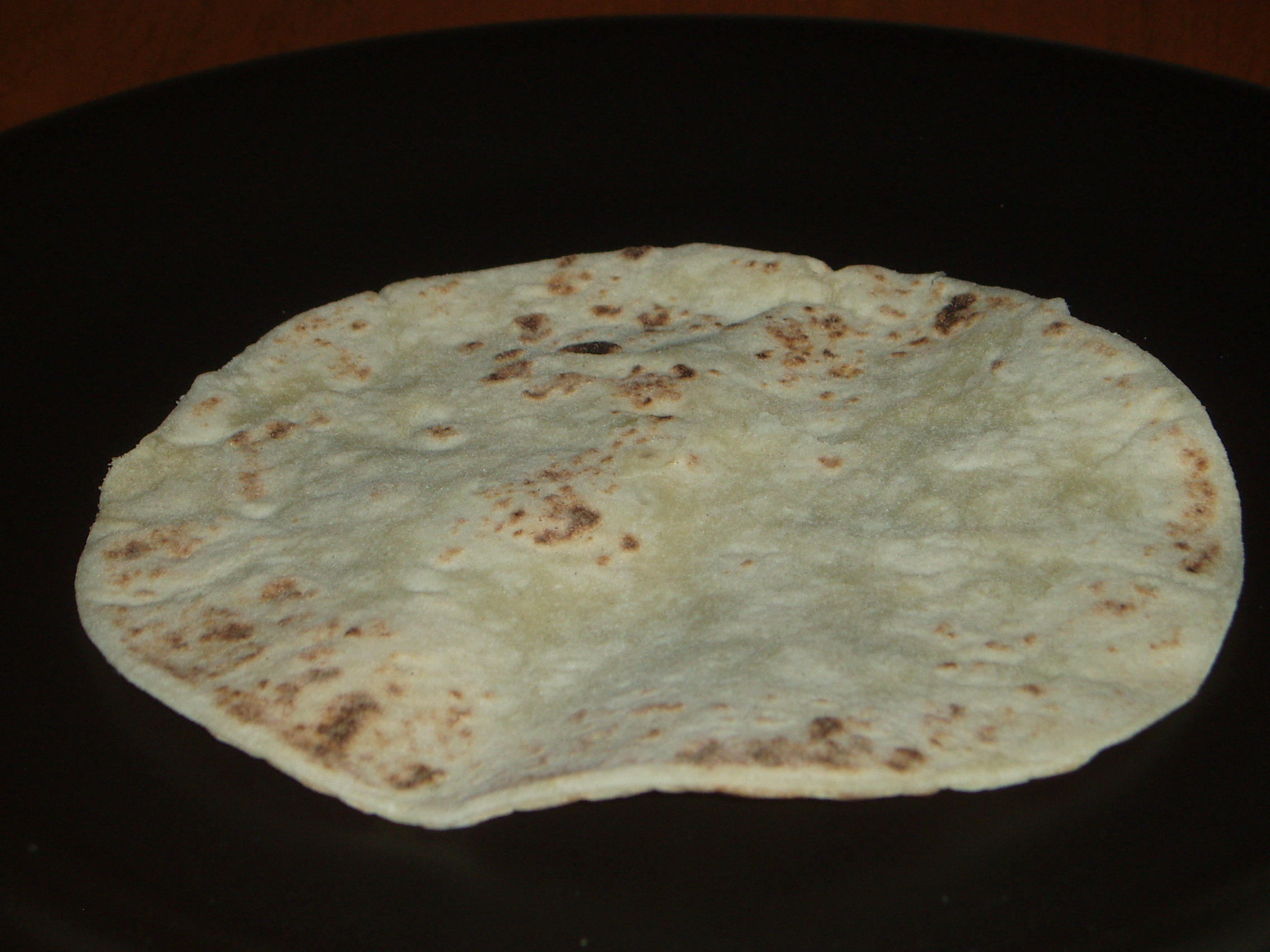
Auf einer Takke selbstgebackene Lompe

Lompe (der oder die; im Plural: die Lomper) ist ein Fladenbrot der norwegischen Küche. Es ist ein traditionelles Essen und kann zu jeder Tageszeit serviert werden. Die Lomper bestehen hauptsächlich aus gekochten Kartoffeln mit etwas Weizenmehl und Salz. Gebacken werden sie auf einer Backplatte (norwegisch steiketakke, kurz takke), die früher aus Stein bestand, später auch aus Gusseisen; heute gibt es auch elektrische Backplatten.

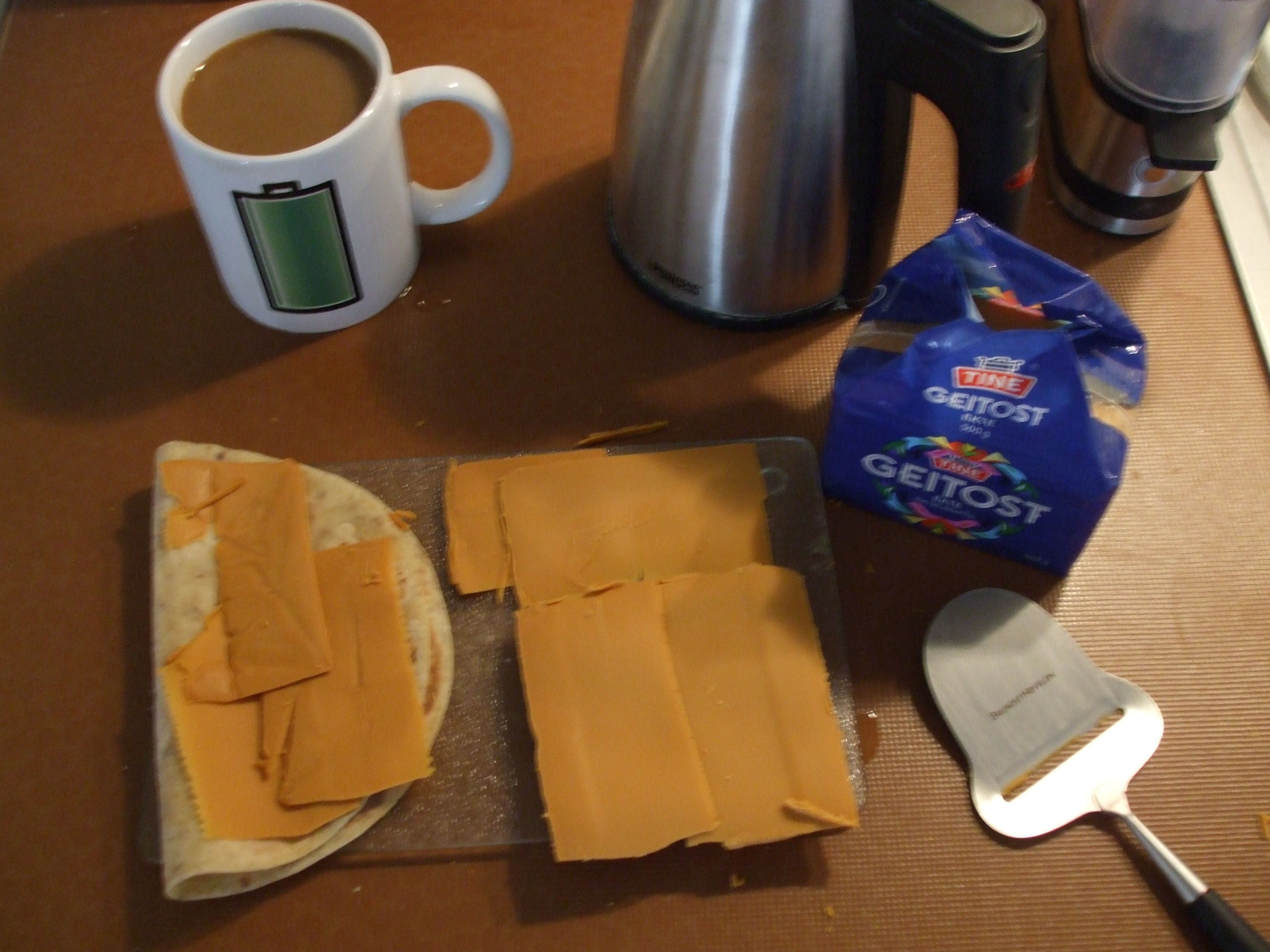
Zusammengefaltete Lompe (links) belegt mit frisch gehobeltem geitost.

Lomper können als eigenes Gericht verzehrt werden. Zum einen als deftige Zwischenmahlzeit belegt mit Käse, wie beispielsweise dem landestypischen brunost (einem Ziegenkäse mit karamellartigem Geschmack), Wurst oder Rakfisk (in Salzlake eingelegter Speisefisch), oder zum anderen als süße Nachspeise mit Butter bestrichen und mit Zimt und Zucker bestreut.
In Norwegen ist pølse i lompe (deutsch „Würstchen in der Lompe“) ein möglicher Ersatz für einen Hotdog oder ein Würstchen im Schlafrock und ein speziell bei Kindern sehr beliebtes Fast-Food-Gericht. Dabei wird die Lompe, ähnlich wie bei einem mexikanischen Wrap um die Bockwurst gewickelt. Selbstverständlich kann es mit Senf, Zwiebeln oder Ketchup verfeinert werden. Pølse med lompe (deutsch „Würstchen mit Lompe“) ist in fast allen Schnellrestaurants Norwegens und den Tankstellen im Lande erhältlich.